# غرفة عمليات ثوار ليبيا
غرفة عمليات ثوار ليبيا هي ميليشيا مسلحة توصف بالإسلامية تأسست في أواسط 2013 من مجموعة ميليشيات أصغر بعد ماعُرف بـ (تحرير طرابلس) بعد ثورة 17 فبراير في ليبيا. ويصفها مراقبون بأنها (تشكل دولة داخل الدولة) وأن أغلب منتسبيها هم (ثوار مسلحين غير منضبطين عسكرياً أو أمنياً). فيما يعتقد البعض أنها تابعة لميليشيا أخرى هي درع ليبيا.

## اتهامات
تُتهم هذه الميليشيا بممارسة العديد من الانتهاكات والتدخل في السياسة لصالح تيارات سياسية بعينها. وقد اتُهم مقاتلو غرفة عمليات الثوار باختطاف رئيس الوزراء الليبي علي زيدان في 10 أكتوبر 2013، من مقر اقامته في أحد فنادق طرابلس واخفائه لعدة ساعات قبل اطرق سراحه. حيث جاء الأمر اثر اعتقال الولايات المتحدة المتهم بانتمائه لتنظيم القاعدة أبو أنس الليبي في العاصمة طرابلس ونقله إلى أمريكا.
كذلك قامت باختطاف ديبلوماسيين في السفارة المصرية في طرابلس وهم الملحقين الثقافي والتجاري في السفارة إضافة لثلاثة موظفين آخرين، فضلاً عن خطف الملحق الإداري بعد القبض على رئيسها شعبان هدية في الإسكندرية من قبل السلطات المصرية في 23 يناير 2014.
كذلك اتهمت باستهداف الاعلام من خلال هجومين مسلحين بصواريخ حارقة على قناة العاصمة وهي قناة تلفزيونية خاصة في طرابلس، ما أدى إلى الحاق أضرار مادية جسيمة بمبنى القناة وتوقفها عن العمل لعدة أيام.
وبالرغم من خروج مظاهرات منددة بوجود الميليشيات المسلحة في ليبيا وخاصة في المدن، ورفض أعضاء في المؤتمر الوطني للميليشيات وخاصة غرفة ثوار ليبيا إلا أن رئيس المؤتمر الوطني العام نوري أبوسهمين رفض حل الميليشيا وقام بتكليفها بـ(حماية مداخل ومخارج طرابلس)، حيث أثارت الميليشيا جدلاً حاداً بين أعضاء المؤتمر الوطني العام انتهى إلى (نقل تبعيتها إلى رئاسة الأركان العامة الليبية).